# Hanshui
Rijeku Han (tradicionalni kineski: 漢江; pojednostavljeni kineski: 汉江, pinyin=Han Jiang) u središnjoj Kini se obično zove povijesnim imenom Hanshui (漢水). 
Lijeva je pritoka rijeke Jangce, duljine 1532 km.
Izvire u jugozapadnom Shaanxiju i prelazi u Hubei. 
Uvire u Jangcekjang kod višemilijunskog grada Wuhana. Riječno ušće dijeli Wuhan na tri dijela, Wuchang, Hankou i Hanyang.

## Vanjske poveznice
|  | Zajednički poslužitelj ima još gradiva o temi Hanshui |